# 크세르크세스 1세

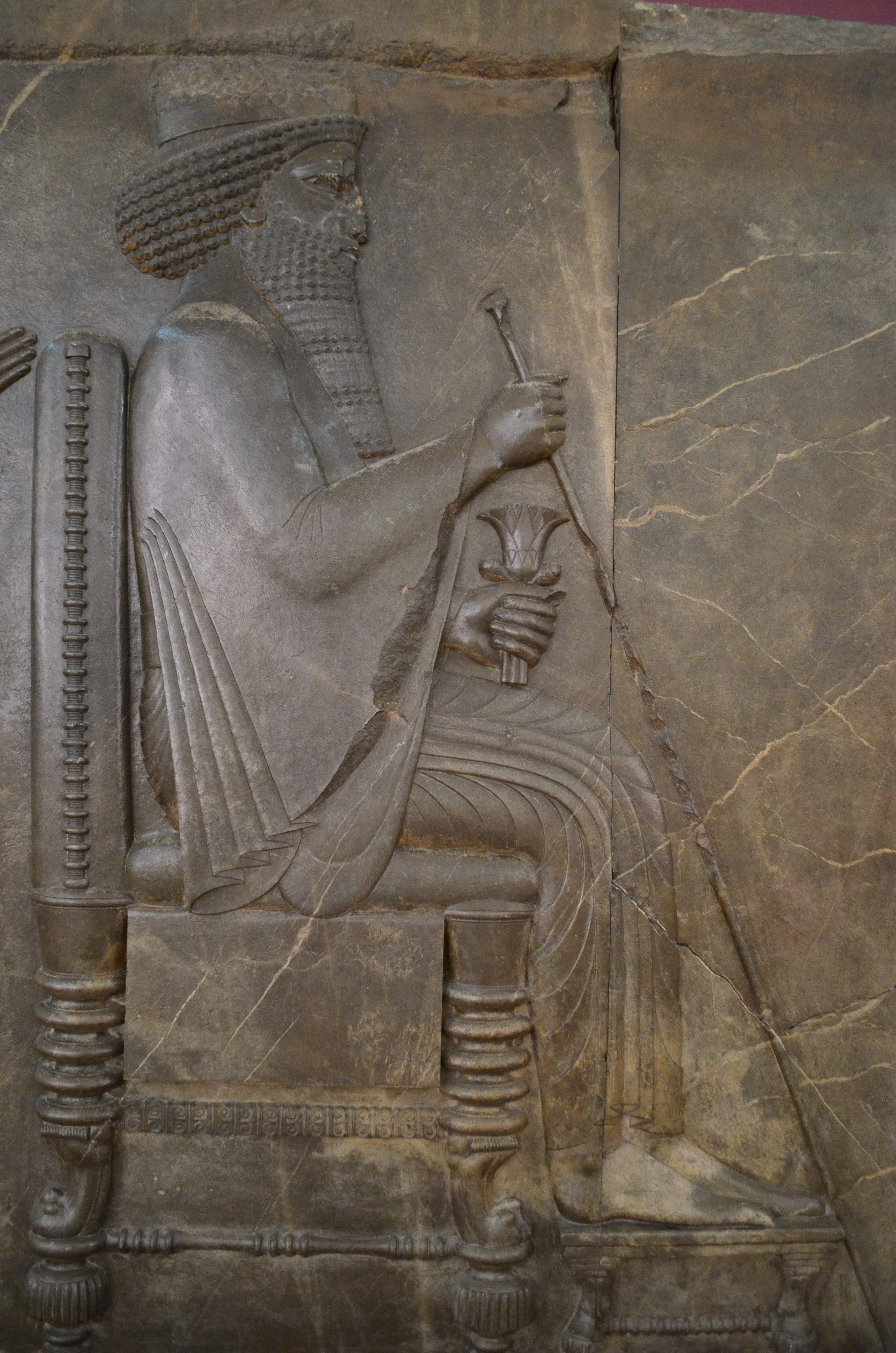

크세르크세스 1세 또는 크세르크세스 대제(그리스어: Ξέρξης, 페르시아어: خشایارشا, 기원전 519년경 ~ 기원전 465년)은 페르시아 제국 아케메네스 왕조의 황제로 기원전 486년부터 기원전 465년까지 페르시아를 통치했다.
"크세르크세스"라는 이름은 고대 페르시아의 왕위를 그리스식으로 표현한 것으로 그 뜻은 '영웅들의 지배자'라는 뜻이다. 개역개정 성경에서는 아하수에로라 한다.

## 생애
크세르크세스 1세는 다리우스 1세와 키루스 2세의 딸 아토사 사이에서 태어났다.
기원전 486년 10월 다리우스 1세가 죽자 뒤를 이어 즉위한 그는 곧바로 이집트에서 2년간 끌어오던 반란의 진압에 나섰다. 무자비하게 이집트의 반란을 진압하고 자신의 동생을 이집트 총독에 임명하고 혹독하게 다스렸다. 선왕의 다리우스의 유화책에 비해 그는 훨씬 더 강경한 정책으로 제국을 다스렸는데 특히 바빌로니아에서 일어난 반란을 진압할 때는 신전을 파괴하고 바빌로니아 왕의 상징으로 간주되는 황금 신상인 마르둑을 파괴했는데 이것은 그가 바빌로니아의 왕의 지위를 거부하는 것을 의미한다. 그는 자신의 칭호를 "페르시아와 메디아의 왕"으로만 표현하고 이집트와 바빌로니아의 왕을 빼기도 했다.
영토 내의 반란을 진압하고 평정을 되찾자 그는 선왕이 끝내 이루지 못한 그리스 정벌을 준비한다. 그는 다리우스가 생전에 마라톤 전투에서 그리스에게 패한 것을 복수하기 위한 전쟁 준비에 들어갔다. 기원전 484년부터 481년까지 그는 3년에 걸쳐 철저하게 전쟁을 준비했는데 모든 영토로부터 병력을 징발하고 해군 수송 선단을 만들었다. 헤로도토스에 따르면 이때의 전쟁 준비를 일찍이 볼 수 없었던 대규모의 것이었다고 하며, 헤로도토스는 이때 동원된 병력을 무려 500만에 달하는 것으로 기록했다. 그러나 역사학자들은 이를 지나치게 과장된 숫자라고 주장하며, 당시 동원된 병력의 수를 그리스군보다 오히려 적은 15,000명 정도로 추산하고 있다.

### 그리스 침공
기원전 480년 크세르크세스는 친히 대군을 이끌고 그리스를 침공했다. 헤로도토스의 기록에는 병력이 약 170만 명이라고 되어있지만 현대의 연구자들은 약 30만 명 정도라고 본다. 다르다넬스 해협을 건넌 육군은 트라키아와 마케도니아 왕국을 지나 남하하기 시작했고 테르모필레의 협곡에서 최초로 그리스 병사들과 전투가 벌어졌다. 이것이 스파르타의 정예병 300명·노예병 7000명과의 테르모필레 전투였다. 이 전투에서 승리한 크세르크세스는 아티카와 아테네까지 거침없이 정복했으나 테미스토클레스가 이끄는 그리스 해군에게 살라미스 해전에서 패했고 크세르크세스는 페르시아의 수사까지 후퇴했다. 이듬해 플라타이아 전투에서도 페르시아군은 그리스 연합군에 패하여 철수하게 되었고 페르시아 전쟁은 기원전 478년에 끝났다.
페르시아로 철수한 크세르크세스는 이후에는 페르세폴리스에 기거하면서 방대한 건축 사업을 벌였다. 선왕이 세운 궁전에 더하여 페르세폴리스에 자신의 궁전을 세우고 자신만의 보물 창고를 건설했다.
그의 말년에 대하여는 기록이 별로 없다. 기원전 465년 그의 아들과 아르타바누스 등의 신하들이 쿠데타를 일으켜 그를 처형하고 아르타크세르크세스 1세를 제위에 앉혔다.

## 성경에 언급된 크세르크세스
학자들은 구약성서의 에스더에 나오는 아하수에로스(히브리어: אֲחַשְׁוֵרוֹשׁ) 대왕이 바로 이 크세르크세스 1세라는 데 대체로 의견이 모이고 있다. 그러나 일부 유대인 학자들은 이 이론을 지지하지 않는다.